# Scolosanthus multiflorus
Scolosanthus multiflorus är en måreväxtart som först beskrevs av Olof Swartz, och fick sitt nu gällande namn av Carl Karl Wilhelm Leopold Krug och Ignatz Urban. Scolosanthus multiflorus ingår i släktet Scolosanthus och familjen måreväxter.
Artens utbredningsområde är Jamaica.

## Underarter
Arten delas in i följande underarter:
- S. m. hirticalyx
- S. m. multiflorus